# Diphyllostoma
Diphyllostoma – rodzaj chrząszczy z podrzędu wielożernych i nadrodziny żuków, jedyny z monotypowej rodziny Diphyllostomatidae. Takson endemiczny dla Kalifornii.
Chrząszcze o podługowato-owalnym ciele długości od 5 do 9 mm i brązowym lub rudobrązowym, pozbawionym metalicznego połysku ubarwieniu. Prognatyczna głowa zaopatrzona jest w proste, niezałamane czułki o trójczłonowych buławkach. Na nadustku nie występują żadne guzki ani rogi. Oczy zbudowane są z akonicznych omatidiów i u samic są silnie zredukowane. Policzki nie tworzą wypustki (canthusa). Warga górna całkowicie schowana jest pod nadustkiem. Żuwaczki mają czworokątne lub zaokrąglone wierzchołki wystające poza przednią krawędź wargi. Głaszczki szczękowe zbudowane są z czterech, a wargowe z trzech członów. Na nieco wypukłym przedpleczu brak guzków, rogów, listew czy bruzd. Kształt tarczki jest paraboliczny. Szersze od nasady przedplecza, wydłużone i lekko wypukłe pokrywy mają słabo wgłębione, punktowane rzędy. Skrzydła tylnej pary są u samca dobrze rozwinięte. Żyłka medialna i kubitalna tworzą w ich użyłkowaniu pętlę, z której odchodzi jedna żyłka wierzchołkowa. Skrzydła samicy są szczątkowe. Biodra przednich odnóży są prawie stożkowate, a środkowych stykają się ze sobą. Krętarzyki przednich odnóży są widoczne. Golenie przednich odnóży mają piłkowane krawędzie i pozbawione są ostróg, natomiast w przypadku pozostałych dwóch par odnóży mają po dwie ostrogi na wierzchołkach. Stopy wszystkich odnóży są pięcioczłonowe. Na spodzie odwłoka widocznych jest siedem sternitów (wentrytów), w tym sternit drugiego segmentu odwłoka – są to cechy unikalne na tle całej nadrodziny żuków. Genitalia samców budują trzy płaty.
Takson nearktyczny, endemiczny dla Stanów Zjednoczonych, znany wyłącznie z zachodniego wybrzeża Kalifornii. Jego bionomia, ekologia i larwy nie zostały dotychczas opisane. Owady dorosłe są aktywne za dnia, natomiast larwy przypuszczalnie rozwijają się w glebie.
Rodzaj ten wprowadzony został w 1901 roku przez Henry’ego Clintona Falla pod nazwą Phyllostoma. Jako że nazwa ta została użyta przez Georgesa Cuviera w 1800 roku dla rodzaju nietoperzy, Fall zmienił nazwę na Diphyllostoma. Początkowo klasyfikowany był w obrębie rodziny jelonkowatych. W 1972 roku Beverley Anne Holloway przeniosła go do monotypowej rodziny Diphyllostomatidae. Rodzina ta zajmuje pozycję siostrzaną dla jelonkowatych. 
Etymologia nazwy rodzajowej: gr. δι- di- „podwójny”, od δις dis „dwa razy”, od δυο duo „dwa”; φυλλον phullon „liść”; στομα stoma, στοματος stomatos „usta”.
Do rodzaju tego należą trzy opisane gatunki:
- Diphyllostoma fimbriata (Fall, 1901)
- Diphyllostoma linsleyi Fall, 1932
- Diphyllostoma nigricollis Fall, 1912